# (37671) 1994 UY11
1994 UY11 (asteroide 37671) é um asteroide da cintura principal. Possui uma excentricidade de 0.30202120 e uma inclinação de 21.85730º.
Este asteroide foi descoberto no dia 31 de outubro de 1994 por PCAS em Palomar.[carece de fontes?]